# Mistrzostwa Świata w Kolarstwie Szosowym 1946
19. Mistrzostwa świata w kolarstwie szosowym – zawody kolarskie, które odbyły się w dniach 31 sierpnia–1 września 1946 w szwajcarskim Zurychu. Były to czwarte zorganizowane w tym kraju mistrzostwa świata w kolarstwie szosowym (poprzednio w: 1923, 1929 i 1936), a jednocześnie pierwsze – po ośmiu latach przerwy – mistrzostwa świata po zakończeniu II wojny światowej. Nikomu nie udało się obronić tytułu mistrza świata.

## Kalendarium zawodów
| Kalendarz MŚ w Kolarstwie Szosowym 1946 |             |             |
| Konkurencja (dystans)                   | Data        | Data        |
| Konkurencja (dystans)                   | 31.08       | 1.09        |
| Mężczyźni                               |             |             |
| Elita                                   |             |             |
| Wyścig ze startu wspólnego (270 km)     |             | 11:00–18:25 |
| Amatorzy                                |             |             |
| Wyścig ze startu wspólnego (189 km)     | 13:00–18:15 |             |

## Medaliści
| Konkurencja dystans – (data)                      | Złoto:      | Czas (prędkość)       | Srebro:        | Czas   | Brąz:               | Czas   |
| Mężczyźni                                         |             |                       |                |        |                     |        |
| Elita                                             |             |                       |                |        |                     |        |
| Wyścig ze startu wspólnego 270 km – (1 września)  | Hans Knecht | 7:24:28 (36,448 km/h) | Marcel Kint    | + 0:10 | Rik Van Steenbergen | + 0:59 |
| Amatorzy                                          |             |                       |                |        |                     |        |
| Wyścig ze startu wspólnego 189 km – (31 sierpnia) | Henri Aubry | 5:12:41 (36,266 km/h) | Ernst Stettler | + 0:00 | Henri Van Kerckhove | + 0:00 |

## Szczegóły
| Miejsce | Zawodnik            | Narodowość | Czas    |
| złoto   | Hans Knecht         | Szwajcaria | 7:24:28 |
| srebro  | Marcel Kint         | Belgia     | + 0:10  |
| brąz    | Rik Van Steenbergen | Belgia     | + 0:59  |
| 4       | Mario Ricci         | Włochy     | + 1:46  |
| 5       | Gerrit Schulte      | Holandia   | + 2:42  |
| 6       | Jean Kirchen        | Luksemburg | + 2:42  |
| 7       | Josef Bintner       | Luksemburg | + 4:47  |
| 8       | Adolfo Leoni        | Włochy     | + 4:47  |
| 9       | Guy Lapébie         | Francja    | + 6:55  |
| 10      | Mathias Clemens     | Luksemburg | + 6:55  |

| Miejsce | Zawodnik            | Narodowość | Czas    |
| złoto   | Henri Aubry         | Francja    | 5:12:41 |
| srebro  | Ernst Stettler      | Szwajcaria | + 0:00  |
| brąz    | Henri Van Kerckhove | Belgia     | + 0:00  |
| 4       | Willy Emborg        | Dania      | + 0:00  |
| 5       | Hans Hutmacher      | Szwajcaria | + 0:00  |
| 6       | Umberto Drei        | Włochy     | + 0:00  |
| 7       | Bernt Johansson     | Szwecja    | + 0:00  |
| 8       | Oscar Plattner      | Szwajcaria | + 3:38  |
| 9       | Luciano Maggini     | Włochy     | + 3:38  |
| 10      | Jean Baldassari     | Francja    | + 3:38  |

## Tabela medalowa
| Tabela medalowa |               |       |        |      |       |
| Miejsce         | Reprezentacja | Złoto | Srebro | Brąz | Razem |
| 1               | Szwajcaria    | 1     | 1      | 0    | 2     |
| 2               | Francja       | 1     | 0      | 0    | 1     |
| 3               | Belgia        | 0     | 1      | 2    | 3     |